# Celeo Scram
 (janvier 2021).
Si vous disposez d'ouvrages ou d'articles de référence ou si vous connaissez des sites web de qualité traitant du thème abordé ici, merci de compléter l'article en donnant les références utiles à sa vérifiabilité et en les liant à la section « Notes et références ».
Celeo Scram, de son vrai nom Serge Movili Mazami, né le 3 avril 1978 à Kinshasa, est un chanteur et rappeur congolais.

## Biographie
Celeo est issu d’une famille chrétienne modeste. Jeune, il suit sa scolarité tout en faisant de petits métiers dans les rues de sa commune, Bandalungwa. Dans les années 1980, une grande crise économique traverse le Zaïre de Mobutu ; en quelques mois les principales infrastructures de ce pays s’effondrent. À cette époque, Papa Wemba lance un nouveau courant musical. Celeo suit cette voie et intègre alors plusieurs groupes de street zaïroise. Il met trois ans à devenir musicien professionnel.
En décembre 1997, après la dissolution du groupe Wenge Musica 4x4 B.C.B.G, il est recruté par Werrason, Adolphe Dominguez, Ferre Gola, Didier Masela, Japonais Maladi, Christian Mwepu et Ali Mbonda, les cofondateurs de Wenge Musica Maison Mère. Au sein de Wenge Musica Maison Mère, il voyage à travers le monde et joue dans de grandes salles françaises telles que le Palais des Sports, Bercy, le Zénith, le Cirque Royal, etc., ainsi que dans les plus grands stades d’Afrique. 
C'est après le départ de son collègue Bill Clinton Kalonji qu’il prend la direction du « secteur ambiance » de Wenge Maison Mère. Ils produisent, avec son nouveau compère Roi David, un générique intitulé Alerte Générale, qui leur offre une récompense aux Kora Awards.
Après des désaccords avec Werrason et ses principaux collaborateurs, il décide de quitter le groupe et de créer son propre label. Il s’installe ensuite dans une villa munie d’un nouveau local de répétition dans sa commune d’origine, Bandalungwa, le 25 septembre 2007. 
Celeo lance sur le marché son premier album Nzoto na Nzoto qui figure notamment en tête des ventes congolaises avec 20 000 exemplaires vendus en une semaine dont 5 000 en trois jours. L’album se classe régulièrement dans le top des hits congolais et africains.
Un an après la sortie de son album solo et plusieurs concerts, il décide de lancer un Street Album, une première au Congo Kinshasa, intitulé Yes We Can, dans le but de mettre en avant son orchestre Plus 10 et refaire apprécier quelques titres de Nzoto na Nzoto qui seront remixés.

## Plus 10
Plus 10 est le nom de l'orchestre qui accompagne Celeo Scram, fondé et présidé par ce dernier.